# マルスピラミ
マルスピラミ（Marsupilami）は、1952年にベルギーの漫画家アンドレ・フランカンにより作られた想像上の動物である。超人的な力と非常に長く便利な尻尾を持っている。
初登場はバンド・デシネ誌スピルーの1952年1月31日号 。

## 特徴

### 生息地
マルスピラミはブラジルのエル・ソンブレロ（El Sombrero ）火山地帯の、パロンビー（Palombie）ジャングルに生息するが、その姿はめったに見ることができない。

### 見た目
体長およそ1メートル。猿のような姿をしているが、体は黄色く黒い斑点を持つ。万一の場合は、体色を黒に変えることができる。
物をつかむことができる長い尻尾を持つが（約8メートル）、メスのマルスピラミはオスよりも尻尾が短い。尻尾は基本的に移動手段として使用され、ものすごいスピードで木と木の間を移動することを可能にしている。また、時にはばねのように、時にはタイヤのように使用することができ、さまざまなものによじ登ることも可能である。マルスピラミはこの尻尾を利用して木の頂上にのぼり、周りを見渡すことがある。また、この尻尾はマルスピラミの最大の武器でもあり、その威力は尻尾で殴ることによって捕獲者たちを動けなくさせてしまうほどである。マルスピラミはこの尻尾を利用して魚を釣ったり、ブランコなどで遊んだり、求愛行動をする。

## テレビアニメ
1992年にディズニーのアニメ枠en:Raw Toonageで放送され、1993年に放送元であるCBSで独立したシリーズが放送された。このシリーズでは本来原作には登場しないはずのゴリラなどが登場した。
また、これとは別に2000年からフランスのマラソン・アニメーション制作のテレビアニメが3シーズンにわたって放送されている。